# Ozzy & Drix
Ozzy & Drix is een Amerikaanse animatieserieserie, gebaseerd op de film Osmosis Jones. De serie bestaat uit twee seizoenen met in totaal 26 afleveringen.

## Verhaal
Terwijl Osmosis Jones en Drix op een koortsvirus jagen, worden zij en het virus opgezogen door een mug. Ze komen terecht in het lichaam van de tiener Hector Cruz.
Daar er geen weg terug is naar Frank, nemen de twee hun intrek in Hectors lichaam en gaan als privédetectives werken om Hectors lichaam te beschermen tegen virussen en infecties.

## Personages
- Osmosis "Ozzy" Jones (Phil LaMarr) – een witte bloedcel met een donker gevoel voor humor. Hij heeft een oogje op Maria Amino, maar zij beantwoordt deze gevoelens niet.
- Drixenol "Drix" (Jeff Bennett) – een pil tegen verkoudheid, en nu de partner van Ozzy. Hij beschikt over een groot arsenaal aan chemische containers met stoffen voor verschillende doeleinden, die hij kan afvuren met zijn rechterarm. Hij is altijd eerlijk, maar ook makkelijk te misleiden.
- Maria Amino (Tasia Valenza) – een witte bloedcel uit Hectorstad. Ze spreekt met een Spaans accent.
- Burgemeester Paul Spryman (Alanna Ubach) – de burgemeester van Hectorstad. Hij is net zo oud als Hector, en gedraagt zich erg onvolwassen.
- Ellen Patella (Vivica A. Fox) – een officier van justitie die nieuwe cellen helpt hun draai te vinden in Hectors lichaam.
- Chief Gluteus (Jim Cummings) – een spiercel en het hoofd van de politie in Hectorstad. Hij haat Ozzy en Drix.
- Hector Cruz (alias Hectorstad) (Justin Cowden) – de tiener in wiens lichaam de show zich afspeelt. Hij houdt van meisjes en muziek. Hij neemt graag risico’s.
- Christine (Kimberly Brooks) – een meisje op Hectors school. Ozzy belandde ooit per ongeluk in haar lichaam, en werd daar als beroemdheid onthaald.
- The Mole (Jeffrey Tambor) – een voormalig geheim agent, die dient als vrolijke noot van de serie. Hij weet alles wat er gaande is in Hector.
- Backseat – een zelfbewuste supercomputer in Ozzy’s auto.
- Ernest Strepfinger – een van de antagonisten in de serie. Hij is een krachtige ziekteverwekker die regelmatig plannen maakt om Hector ziek te maken. Hij is een parodie op de stereotiepe James Bondschurken, met name Auric Goldfinger en Ernst Stavro Blofeld.

## Afleveringen

### Seizoen 1
1. Home With Hector
2. Reflex
3. Strep-Finger
4. A Lousy Haircut
5. Oh My Dog
6. Street Up
7. Gas of Doom
8. Where There's Smoke
9. The Globfather
10. Ozzy Jr.
11. Growth
12. Sugar Shock
13. The Dream Factory

### Seizoen 2
1. An Out of Body Experience (1)
2. An Out of Body Experience (2)
3. Lights Out!
4. The Conqueror Worm
5. Puberty Alert
6. Tricky Ricardo
7. Aunti Histamine
8. A Growing Cell
9. A Cold Day in Hector
10. Supplements (aka Triumph of the Supplements)
11. Double Dose (aka Ozzy and Ozzy)
12. Nature Calls
13. Cavities (aka Journey to the Center of the Tooth)